# Landgericht Lissa
Das Landgericht Lissa war ein preußisches Gericht der ordentlichen Gerichtsbarkeit im Bezirk des Oberlandesgerichts Posen mit Sitz in Lissa.

## Geschichte
Das königlich preußische Landgericht Lissa wurde mit Wirkung zum 1. Oktober 1879 als eines von sieben Landgerichten im Bezirk des Oberlandesgerichtes Posen gebildet. Aufgelöst wurde das bisherige Appellationsgericht Posen. Der Sitz des Gerichtes war Lissa. Das Landgericht war danach für die Kreise Fraustadt, Kröben und Kosten zuständig. Ihm waren zunächst folgende acht Amtsgerichte zugeordnet:
| Amtsgericht           | Sitz      | Bezirk |
| --------------------- | --------- | --- |
| Amtsgericht Bojanowo  | Bojanowo  | aus dem Kreis Kröben die Stadtbezirke Bojanowo und Punitz und der Polizeidistrikt Bojanowo ohne eine Reihe von im Gesetz genannten Gemeindebezirken |
| Amtsgericht Fraustadt | Fraustadt | aus dem Kreis Fraustadt die Stadtbezirke Fraustadt und Schlichtingsheim, der Polizeidistrikt Fraustadt und der Polizeidistrikt Luschwitz ohne eine Reihe von im Gesetz genannten Gemeindebezirken                                                                 |
| Amtsgericht Gostyn    | Gostyn    | aus dem Kreis Kröben die Stadtbezirke Gostyn, Kröben und Sandberg, der Polizeidistrikt Gostyn, der Polizeidistrikt Kröben ohne eine Reihe von im Gesetz genannten Gemeindebezirke und die Gemeindebezirke Boncyklas und Czarkowo aus dem Polizeidistrikt Bojanowo |
| Amtsgericht Kosten    | Kosten    | der Kreis Kosten, ohne den Teil, der dem Amtsgericht Schmiegel zugeordnet war |
| Amtsgericht Lissa     | Lissa     | der Kreis Fraustadt, ohne den Teil, der dem Amtsgericht Fraustadt zugeordnet war |
| Amtsgericht Rawitsch  | Rawitsch  | der Kreis Kröben, ohne die Teile, die den Amtsgerichten Bojanowo und Gostyn zugeordnet waren |
| Amtsgericht Schmiegel | Schmiegel | Stadtbezirk Schmiegel und die Polizeidistrikte Ost-Schmiegel und West-Schmiegel aus dem Kreis Kosten |

Der  Landgerichtsbezirk hatte 1880 zusammen 207.503 Einwohner. Am Gericht waren ein Präsident, ein Direktor und sechs Richter tätig. Im Jahre 1883 wurde das Amtsgericht Jutroschin gegründet und dem Landgericht Lissa zugeordnet. Der Landgerichtsbezirk kam aufgrund des Versailler Vertrages 1919 zu Polen, und das Landgericht Lissa wurde aufgelöst. An seine Stelle trat das polnische Sąd Okręgowy w Lesznie. Im Jahre 1939 wurde Polen deutsch besetzt. Im Rahmen der Neuorganisation der Gerichte in Ostdeutschland und im ehemaligen Polen wurden das Landgericht Lissa neu gebildet und erneut dem Oberlandesgericht Posen zugeordnet. Zu seinem Sprengel gehörten nun die Amtsgerichte Bojanowo, Gostyn, Jarotschin, Jutroschin, Koschmin, Kosten, Krotoschin, Lissa, Pleschen, Rawitsch und Schmiegel.
Im Jahre 1945 wurde der Landgerichtsbezirk unter polnische Verwaltung gestellt, und die deutschen Einwohner wurden vertrieben. Damit endete auch die Geschichte des Landgerichtes Lissa und seiner Amtsgerichte.